# Jo Van Fleet
Jo Van Fleet (30. prosinca 1915. – 10. lipnja 1996.), američka kazališna, filmska i televizijska glumica, dobitnica Oscara za najbolju sporednu glumicu (1955. godine). 

## Životopis
Nakon studija na Pacific univerzitetu u Kaliforniji, Jo Van Fleet se posvetila kazalištu. Tijekom godina izgradila je reputaciju vrsne dramske glumice, prvenstveno na Broadwayju. Dobitnica je nagrade Tony 1954. godine, za ulogu problematične žene u predstavi "The Trip to Bountiful", u kojoj su joj partnerice bile Lillian Gish i Eva Marie Saint.
Sljedeće je godine debitirala na filmu i, kao i Eva Marie Saint godinu prije, za debitantsku ulogu dobila Oscara za najbolju sporednu glumicu. Glumila je majku Jamesa Deana u filmu Istočno od Raja. Poznata je i po ulozi Kate Fisher ili "Nosate Kate" u filmu Obračun kod O.K. Korala. Nije ostvarila značajniju filmsku karijeru, ali je zato gotovo do kraja života nastupala u kazalištu, pojavljujući se povremeno na filmu i televiziji.
Van Fleet je bila udana za Williama Balesa od 1946. do njegove smrti, 1990. Umrla je u New Yorku, 10. lipnja 1996. godine.

## Vanjske poveznice
- Jo Van Fleet u internetskoj bazi filmova IMDb-u (engl.)